# Eye+スーパー
『eye＋スーパー』（アイプラススーパー）は、2016年4月1日 - 2022年3月18日まで高知放送（RKCテレビ）で放送されていた平日夕方の夕方ワイド番組。放送時間は月曜 - 金曜 15:50 - 16:43。
2020年4月から高知さんさんテレビの『プライムこうちF』（金曜）、2022年1月からテレビ高知の『からふる』（月曜 - 金曜）がそれぞれ18時台からの放送となったため平日夕方（主に16時台）の高知県内のテレビ局では唯一のローカル情報番組となった。2022年3月18日の最終回には、総集編を放送している。

## 出演者

### 現在

#### MC
- 雫石将克（月曜 - 木曜、2020年3月30日 - ）
- 高橋生（月曜 - 木曜、金曜のみ「生（なる）中継」で出演、2016年4月1日 - ）
- 丸山修（金曜のみ、2016年4月1日 - ）※2020年3月27日まで月曜 - 金曜を担当。
- 武内有子（金曜のみ）

#### 中継
- かつおのぴちぴち生中継（火曜） - 土佐かつお
- 生（なる）中継（金曜） - 高橋生

#### その他出演者
- 久保田浩史（RKCアーカイブ、学ぼうさい）
- 高橋龍介（お宝発見!まちどうが、ズームアップこうちプラス、おはようこうちプラス）
- 纐纈琴巴（お宝発見!まちどうが）
- 藤井慎子（お宝発見!まちどうが）

## 主なコーナー
- ニュース

報道フロアから最新ニュースを伝えるコーナー。

### 月曜
- 特集

高知で起きていることを話題から問題まで徹底取材するコーナー。

### 火曜
- かつおのぴちぴち生中継

土佐かつおが旬の食材や料理、話題のスポットなどを生中継でリポートする。
- まちかどボイス（火曜）

雫石が街頭インタビューを行い、街の人の声を実際に聞くコーナー。

### 水曜
- RKCアーカイブ

高知放送のアーカイブに保管されている貴重な映像資料を毎回テーマに沿って蔵出しするコーナー。
- プロ技おうちシェフ

RKC調理製菓専門学校のシェフが晩ごはんにピッタリのメニューを紹介するコーナー。
- 学ぼうさい（毎月最終水曜）

### 木曜
- お宝発見!まちどうが（木曜）

高知県内の各市町村を訪ね、その地域のお宝を探すコーナー。
- ビビッとビビる！！土佐遺産でエイガヤナイガ！！（第3・第4木曜）

これは面白い!全国に広めていきたい!と思えるネタを、ビビる大木の独断で「土佐遺産」に認定するコーナー。放送終了後「TVer」で動画配信を行っている。
第1回　だるま夕日、変わったコンビニ  - 2021年2月18日
第2回　世界第2位のうんてい、ギネス登録! 夢が詰まった木彫館  - 2021年2月25日
第3回　絶対落ちない石（雫石）、海のギャング - 2021年3月18日
第4回　桂浜水族館、大樽の滝 - 2021年3月26日
第5回　室戸沖で獲れる深海生物オオグソクムシ、世界大会にも出場する高知中央高校ダンス部（高橋龍介） - 2021年4月15日
第6回　ホテルの地下にかんざし工場、龍馬歴史館と世界の偉人の蝋人形（丸山修） - 2021年4月22日
第7回　リンベルのぼうしパン（雫石）、樹齢3000年の大杉（ソプラノ歌手・のだこころ） - 2021年5月20日
第8回　高知城をリモコンでライトアップ（ソプラノ歌手・のだこころ）、タイムスリップする映画館・大心劇場（井津葉子） - 2021年5月27日

### 金曜
- 生（なる）中継

高橋生が高知の旬の話題やスポットから生中継を行うコーナー。
- スマ活（毎月最終金曜）

### 不定期放送のコーナー
- ちょこっとプラス

日々のニュースに“プラス”して詳しく伝えるコーナー。
- なるさんぽ

高橋生が高知の街をぶらりお散歩するコーナー。